# Michiganwaldsänger
Der Michiganwaldsänger (Setophaga kirtlandii, Syn.: Dendroica kirtlandii) ist ein kleiner Vogel aus der Gattung der Baumwaldsänger (Setophaga) in der Familie der Waldsänger (Parulidae). Er gehört zu den seltensten nordamerikanischen Brutvögeln. Die IUCN stuft den Michiganwaldsänger als potentiell gefährdet (near threatened) ein.
Der erste bekannte Vogel wurde im Mai 1851 auf dem Bauernhof des Arztes und Naturwissenschaftlers Jared Potter Kirtland in Ohio erschossen. Kirtland war dieser Vogel völlig unbekannt und er schickte eine Probe an Spencer Fullerton Baird an das Smithsonian Institution. Als der Vogel von Baird als neue Art beschrieben wurde, benannte er ihn nach Kirtland.

## Verbreitungsgebiet
Der Michiganwaldsänger hat eines der kleinsten kontinentalen Brutgebiete weltweit. Es umfasst maximal 516 Quadratkilometer und war zeitweise auf nur noch 18 Quadratkilometer geschrumpft. Das Brutgebiet liegt fast ausschließlich im US-amerikanischen Bundesstaat Michigan, nur gelegentlich brütet der Michiganwaldsänger auch im angrenzenden Teil von Kanada. Erst um 1900 wurden die Brutgebiete entdeckt, als zufällig Angler unbekannte Vogelstimmen hörten. 
Zum Überwintern fliegt der Vogel auf die Bahamas. Michiganwaldsänger verlassen im August ihre Brutgebiete und kehren Mitte Mai wieder zurück. Als problematisch erweisen sich dabei die Habitatveränderungen im Überwinterungsgebiet. Allerdings wusste man lange nicht, wo genau der Michiganwaldsänger auf den Bahamas überwintert. Inzwischen hat man jedoch feststellen können, dass sich eine größere Zahl dieser Art auf der Insel Eleuthera einfindet. Zurzeit finden weitere Untersuchungen statt mit dem Ziel, die Hauptüberwinterungsgebiete dieser Art stärker zu schützen.

## Lebensraum
Der hochspezialisierte Singvogel stellt große Anforderungen an seine Lebensräume. Er brütet nur am Boden junger Exemplare von Banks Kiefer (Pinus banksiana), einer Kiefernart, die ausschließlich im Norden von Nordamerika vorkommt. Im Idealfall handelt es sich um reine Bestände, die gewöhnlich nur auf Sandböden vorkommen. Die Banks-Kiefern dürfen noch nicht älter als 15 Jahre sein und zwischen zwei und vier Metern hoch sein. Wenn die Kiefer diese Größe erreicht haben, verlässt der Michiganwaldsänger den Bereich und ist auf der Suche nach einem jüngeren Baumbestand. Bei der Verbreitung des Michiganwaldsänger muss es noch weitere, bisher unbekannte Standortfaktoren geben, denn die Bankskiefer ist in Nordamerika weit verbreitet, der Michiganwaldsänger kommt jedoch nur in einem sehr kleinen Teil dieses Verbreitungsgebietes vor.
Mittlerweile weiß man, dass regelmäßige Flächenbrände in den Brutgebieten des Michiganwaldsängers notwendig sind, um die Art zu erhalten. Die Banks-Kiefer benötigt Feuer, um ihre Bestände zu verjüngen. Während bei einem Waldbrand die älteren Bäume vernichtet werden, öffnen die Kiefernzapfen sich nur bei einer Temperatur über fünfzig Grad Celsius und setzen ihre Samen frei. Diese können auf den dann frei gewordenen Flächen auskeimen und die jungen Bestände bilden, auf die der Michiganwaldsänger angewiesen ist. Heute werden in den Regionen, die der Michiganwaldsänger bewohnt, die Wälder gezielt bewirtschaftet und der Waldbrandeffekt simuliert, damit ausreichend Habitate für diesen Vogel zur Verfügung stehen.

## Merkmale
Michiganwaldsänger erreichen eine Körperlänge von etwa 15 Zentimetern. Das Männchen hat ein blaugraues mit schwarzen Streifen durchsetztes Oberseitengefieder. Das Unterseitengefieder ist hellgelb und mit grauen bis schwarzen Streifen an den Flanken durchsetzt. Auf den Flügeldecken befinden sich zwei blasse weiße Flügelstäbe. Das Weibchen hat insgesamt ein stumpferes Federkleid. Um das Auge trägt der Michiganwaldsänger einen unterbrochenen weißen Augenring. Wenn der Vogel sitzt, wippt er mit seinem Endstück auf und ab.

## Fortpflanzung
Das Männchen kommt zuerst in den Brutgebieten an. Im Normalfall besiedelt das Männchen das gleiche Brutgebiet wie im Vorjahr und fängt sofort an zu singen, um sein Territorium gegenüber anderen Artgenossen abzugrenzen und ein Weibchen anzulocken. Die Brutperiode beginnt im späten Mai und dauert bis Mitte Juni. Das aus Gräsern, Blättern, Moosen und Haaren erbaute schalenförmige Nest am sandigen Boden wird gemeinsam errichtet. Ein Gelege umfasst drei bis sechs Eier. Selten werden zwei Gelege in der Brutzeit ausgebrütet. Bei dem zweiten Brutvorgang enthält ein Gelege jedoch weniger Eier als beim ersten. Das Weibchen brütet die Eier alleine in einem Zeitraum von etwa 14 bis 15 Tagen aus. Die Jungen schlüpfen nach etwa zwölf bis dreizehn Tagen. An der Aufzucht beteiligen sich beide Altvögel. An den ersten fünf Tagen legen die Jungvögel rasch an Gewicht zu und verdoppeln danach alle zwei Tage ihr Gewicht.

## Bedrohung und Schutz

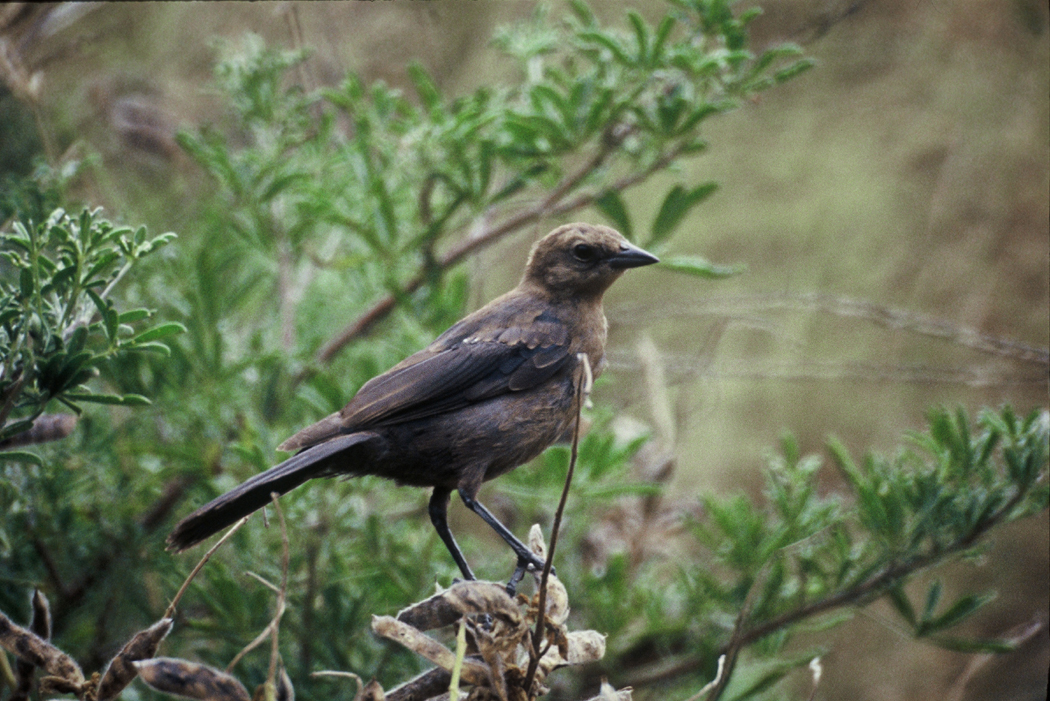
Der Braunkopf-Kuhstärling (Molothrus ater) hat die Bestände des Michiganwaldsängers stark bedroht

Der Michiganwaldsänger war stark bedroht durch den Brutparasitismus des Braunkopf-Kuhstärlings (Molothrus ater). Als die Europäer Nordamerika besiedelten, wurden Wälder abgebrannt, um Weideflächen und weitere Nutzflächen zu gewinnen. Zuvor war der Braunkopf-Kuhstärling vorwiegend in den Prärien vorzufinden, wo er den großen Herden der Bisons folgte und die aufgewirbelten Samen und aufgescheuchten Insekten vertilgte. Durch die optimalen Bedingungen der Kolonisation vergrößerte er sein Verbreitungsgebiet in Nordamerika nördlich und südlich und siedelte sich in den neu geschaffenen Lebensräumen an. In den 60er Jahren wurden mehr als 70 % der Nester des Michiganwaldsängers von dem Braunkopf-Kuhstärling parasitiert. Durch ein Schutzprogramm wurden in den frühen 70er Jahren gezielt Braunkopf-Kuhstärlinge entlang des Streckenverlaufes getötet und die Lebensräume unter Schutz gestellt. Dadurch ist der Brutparasitismus unter 3 % zurückgegangen.
Jedes Jahr findet durch Freiwillige eine Zählung zwischen dem 6. Juni und dem 15. Juni statt. Dabei werden die singenden Männchen gezählt und mit zwei multipliziert. Die Zählungen erfolgten am Anfang nur in den Jahren 1951, 1961 und 1971 und wurden ab 1971 jährlich vorgenommen. Die Forscher gehen davon aus, dass den Vögeln andere Probleme während des Vogelzugs und in den Wintergebieten auf den Bahamas zu schaffen machen. Der Bestand des Michiganwaldsängers ist zwischen 1961 und 1971 auf etwa 60 % zurückgegangen. 1987 wurden nur noch 167 Männchen gezählt. Ab 1996 konnte ein langsames Ansteigen der Bestände nachgewiesen werden. Waren es 1996 noch 692 Männchen, so stieg die Zahl 1997 auf 733 und 1998 auf 805 an.